# Arthopyrenia stenospora
Arthopyrenia stenospora är en lavart som beskrevs av Gustav Wilhelm Körber. Arthopyrenia stenospora ingår i släktet Arthopyrenia, och familjen Arthopyreniaceae. Arten är reproducerande i Sverige.